# São Bernardo do Campo
23°42′0″N 46°33′0″T / 23,7°N 46,55°T
São Bernardo do Campo là một đô thị tại bang São Paulo, Brasil. Đô thị này có diện tích 406,180 km², dân số năm 2007 là 781.390 người, mật độ dân số 1.923,8 người/km². Đây là một đô thị thành phần của vùng đô thị São Paulo. Đô thị này cách thủ phủ bang São Paulo km, nằm ở độ cao m. Khí hậu ở đây bán nhiệt đới. Theo thống kê năm 2000, đô thị này có chỉ số phát triển con người 0,834.

## Các đô thị giáp ranh
Đô thị này giáp các đô thị sau:
| Northwest: Diadema                  | Bắc: São Paulo (trừ Diadema) | Đông Bắc: São Caetano do Sul và Santo André |
| Tây: São Paulo (except for Diadema) | São Bernardo do Campo        | Đông: Cubatão                               |
|                                     | Nam: São Vicente             | Đông Nam: Cubatão                           |